# Alstahaug tingrett
Alstahaug tingrett is een tingrett (kantongerecht) in de Noorse fylke Nordland. Het gerecht is gevestigd in Sandnessjøen. Het gerechtsgebied van Alstahaug omvat de gemeenten Alstahaug, Dønna, Grane, Hattfjelldal, Herøy, Leirfjord en Vefsn. Het gerecht maakt deel uit van het ressort van Hålogaland lagmannsrett. In zaken waarbij beroep is ingesteld tegen een uitspraak van Hammerfest zal de zitting van het lagmannsrett worden gehouden in Mosjøen.